# The Little Prince
 The Little Prince és una pel·lícula musical estatunidenca de Stanley Donen, llibret i lletra d'Alan Jay Lerner i música de Frederick Loewe, inspirada en la novel·la homònima d'Antoine de Saint-Exupéry, i estrenada el 1974. La pel·lícula torna amb la trama de la novel·la, afegint números musicals.

## Argument
Basat en la clàssica novel·la del mateix nom (de 1943) escrita per l'escriptor i aviador francès Antoine de Saint-Exupéry (1900-1944). L'obra —ambientada en els anys quaranta— compte la història d'un aviador (Richard Kiley) que es veu obligat a fer un aterratge d'emergència en el desert del Sàhara. Allí entaula amistat amb un nen, el petit príncep de l'asteroide B-612. En els dies següents, el pilot s'assabenta dels seus diversos viatges per tot el sistema solar. A mesura que viatja per l'espai, el Petit Príncep té diverses estranyes trobades amb adults en diferents planetoides, totes amb una manera esbiaixada de veure la vida. Però no és fins que finalment arriba a la Terra, que el Petit Príncep aprèn les lliçons més important de totes, principalment de la Guineu (Gene Wilder), i la Serp (Bob Fosse). El Petit Príncep comparteix aquestes lliçons amb el pilot, però després es deixa convèncer per la Serp, que li diu que per poder escapar de la gravetat terrestre i tornar al seu asteroide, ha de deixar-se matar per ella.

## Repartiment
- Richard Kiley: El Pilot
- Steven Warner: El Petit Príncep
- Bob Fosse: El Serp
- Gene Wilder: El Guineu
- Joss Ackland: El Rei
- Clive Revill: L'Home de negocis
- Donna McKechnie: La Rosa
- Victor Spinetti: L'historiador
- Graham Crowden: El General

## Premis i nominacions

### Premis
- 1975. Globus d'Or a la millor banda sonora per Alan Jay Lerner, Frederick Loewe

### Nominacions
- 1975. Oscar a la millor cançó original per Frederick Loewe (música), Alan Jay Lerner (lletra) per la cançó "Little Prince"
- 1975. Oscar a la millor banda sonora per Alan Jay Lerner, Frederick Loewe, Angela Morley, Douglas Gamley
- 1975. Globus d'Or a la millor pel·lícula musical o còmica
- 1975. Globus d'Or a la millor cançó original per Frederick Loewe (música), Alan Jay Lerner (lletra) per la cançó "I Never Met a Rose".
- 1975. Globus d'Or a la promesa masculina per Steven Warner.